# Schronisko z Dzikiem
Schronisko z Dzikiem – jaskinia w lesie na wzniesieniu po północnej stronie Zastudnia należącego do wsi Suliszowice. Pod względem geograficznym jest to obszar Wyżyny Częstochowskiej wchodzący w skład Wyżyny Krakowsko-Częstochowskiej. Administracyjnie jaskinia znajduje się na terenie wsi Siedlec w województwie śląskim, w powiecie częstochowskim, w gminie Janów.

## Opis obiektu
Jaskinia typu schronisko znajduje się w największej w tym miejscu skale, która przez wspinaczy skalnych nazywana jest Skałą Pustelnika. Półowalny otwór schroniska znajduje się u północno-zachodniej strony skały na lekko nachylonym zboczu. Ma szerokość 5 m i wysokość do 1 m. Znajdująca się za nim komora ma wysokość od 0,5 do 2 m i wymiary 5 × 4 m. W stropie jej środkowej części jest komin o wysokości 3 m. Z komory odchodzi kilka ciasnych bocznych korytarzyków rozkopanych przez borsuki, dla człowieka niedostępnych.
Schronisko powstało w późnojurajskich twardych wapieniach skalistych. Jest suche i prawie w całości widne, ciemno jest tylko w jego najbardziej od otworu oddalonych miejscach. Powstało w strefie saturacji. Świadczą o tym niewielkie kotły wirowe na jego stropie i ścianach oraz gąbczaste formy powierzchni. Namulisko jest piaszczyste, w środkowej części nadsypane przez borsuki. Nacieków brak. Brak roślin, nie obserwowano też zwierząt. Podczas pomiaru schroniska znaleziono natomiast szkielet dzika, stąd pochodzi jego nazwa.

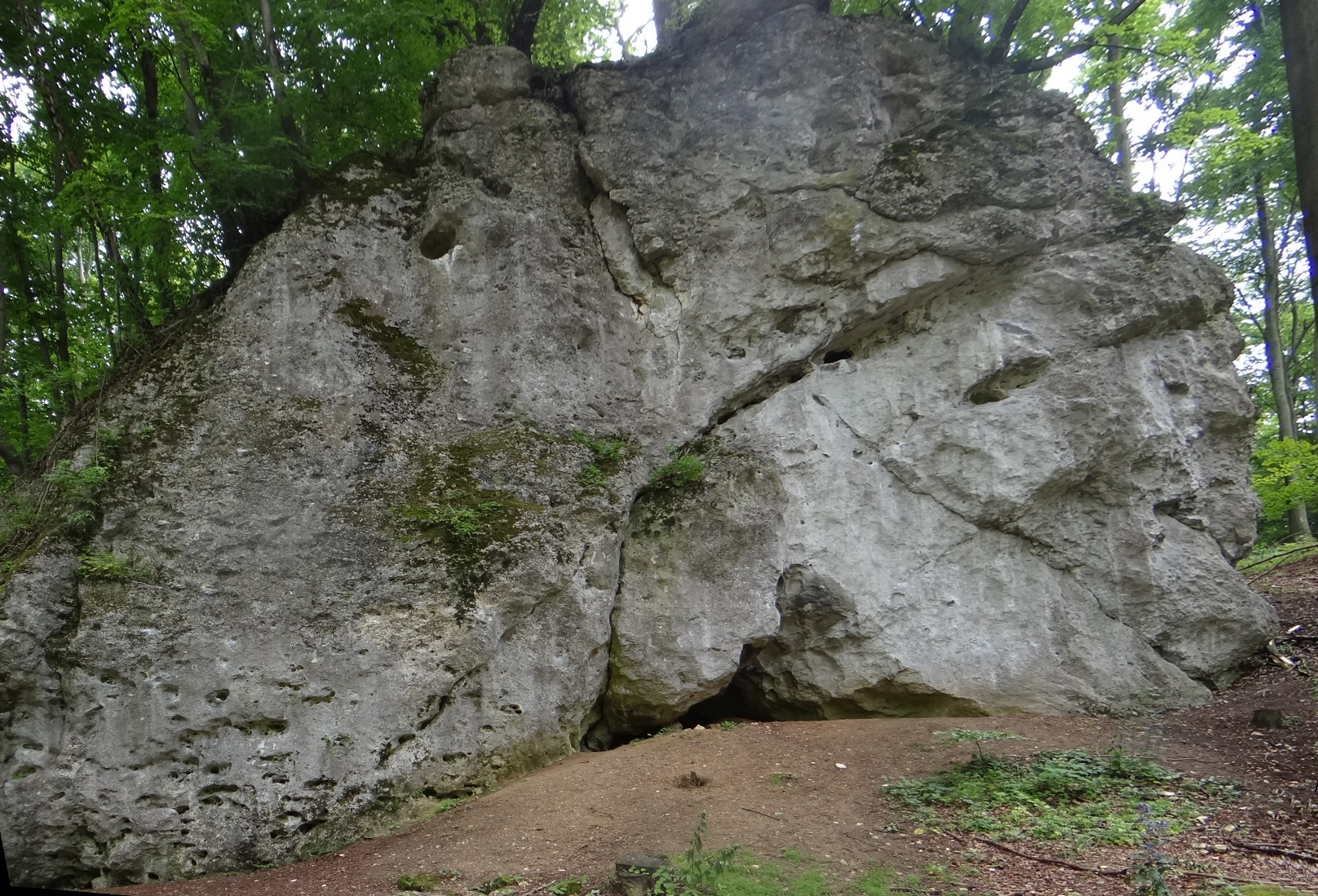
Skała z otworem schroniska
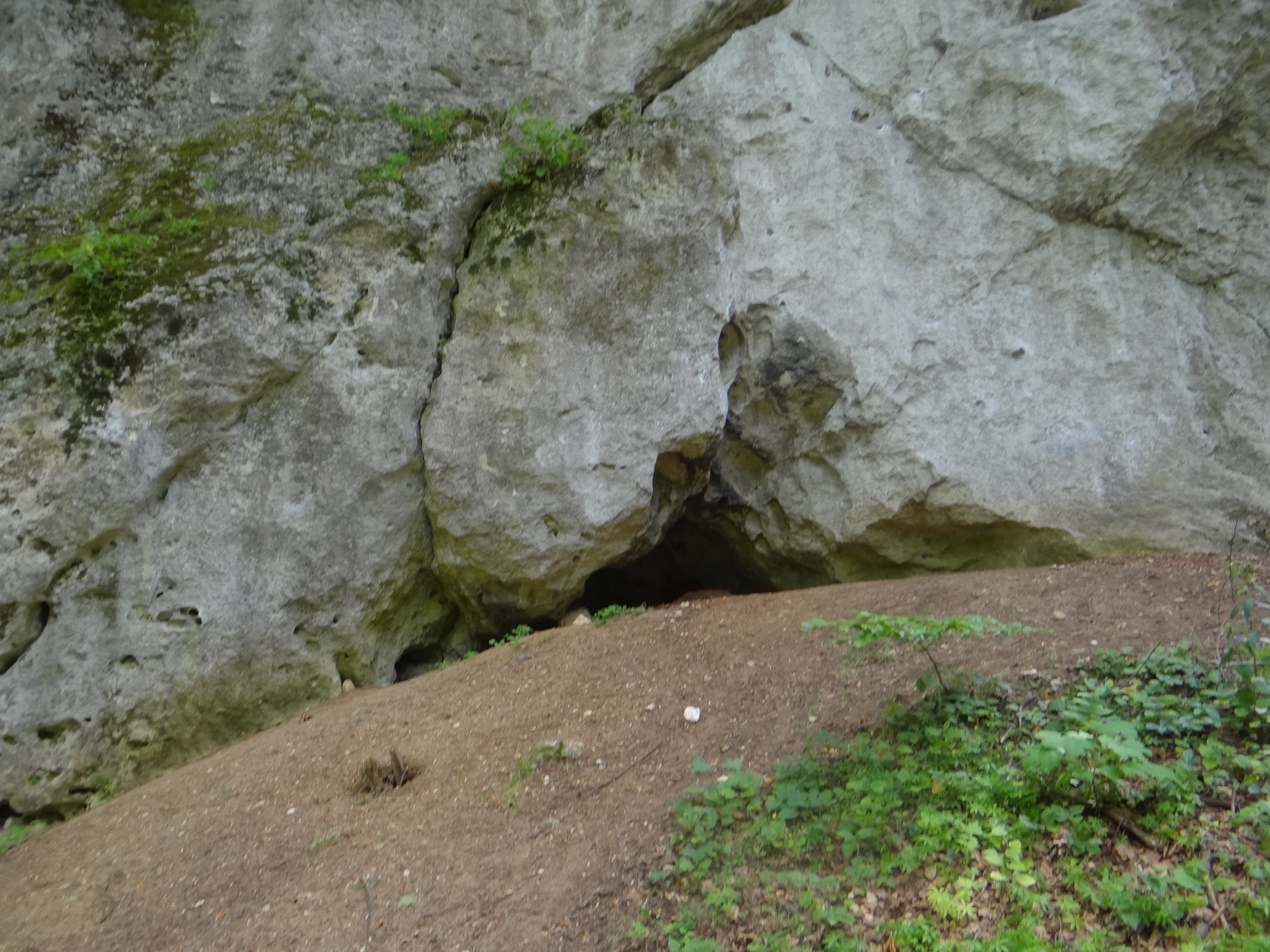
Otwór schroniska
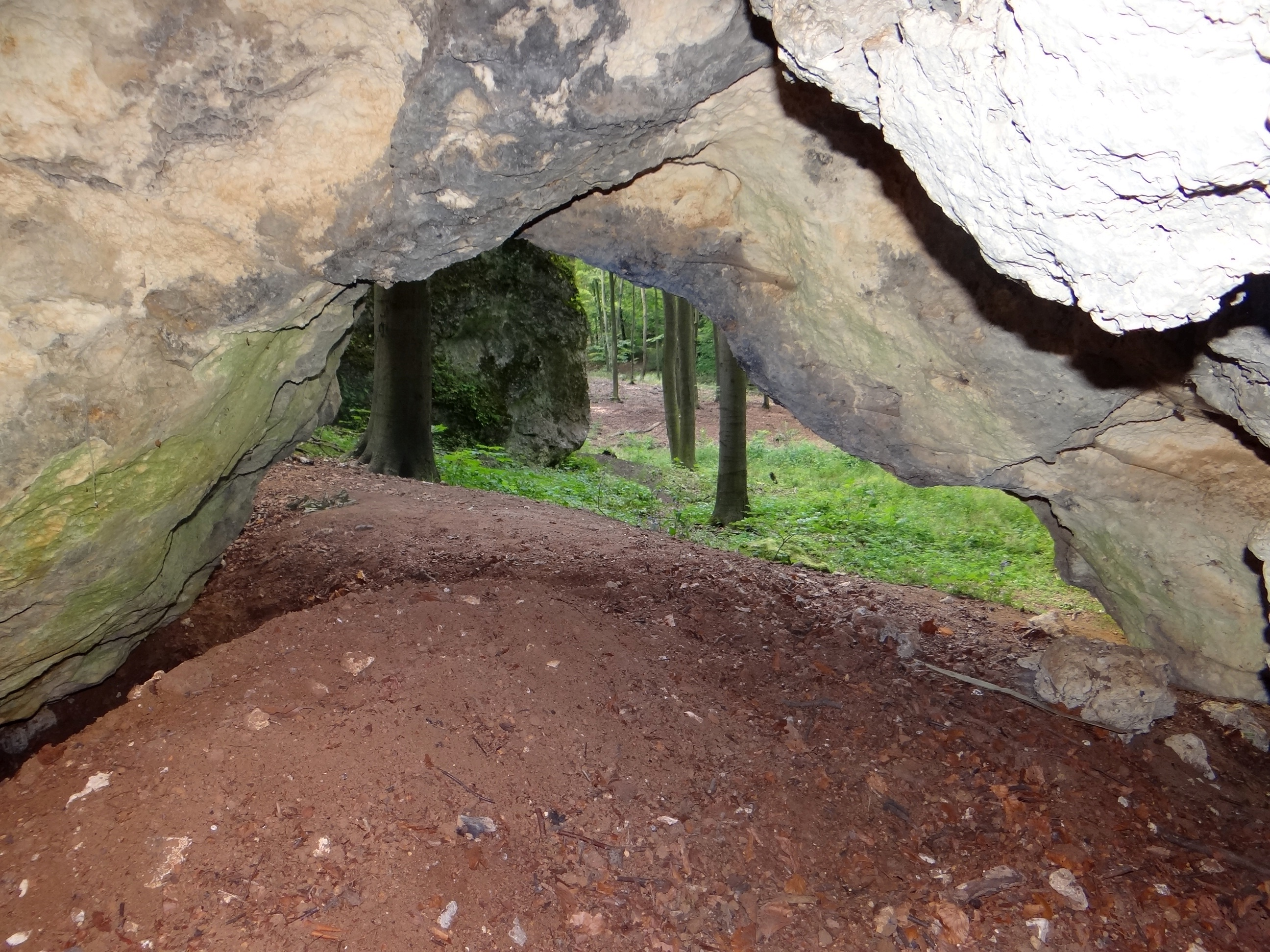
Widok z otworu
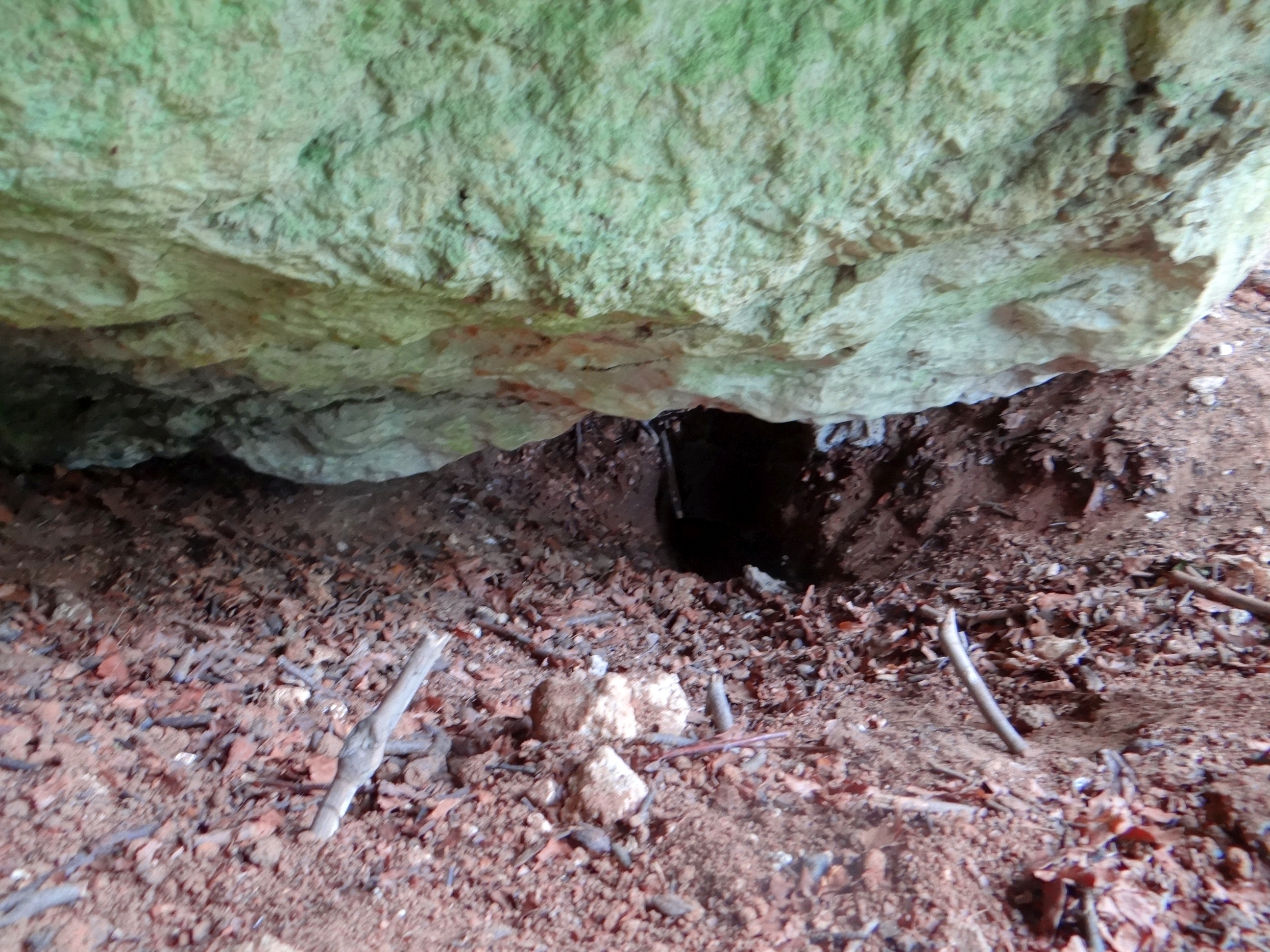
Korytarzyk wykopany przez borsuki

Schronisko po raz pierwszy opisał M. Czepiel w lutym 2001 r.